# Comunità montana Irno - Solofrana
La Comunità montana Irno - Solofrana è una comunità montana campana.
L'Ente è stato istituito dalla L.R. 20 dell'11.12.2008 e comprende otto comuni di cui cinque della provincia di Salerno e tre della provincia di Avellino:
- Baronissi
- Bracigliano
- Calvanico
- Fisciano
- Forino
- Montoro
- Siano
- Solofra